# Stamper (plant)

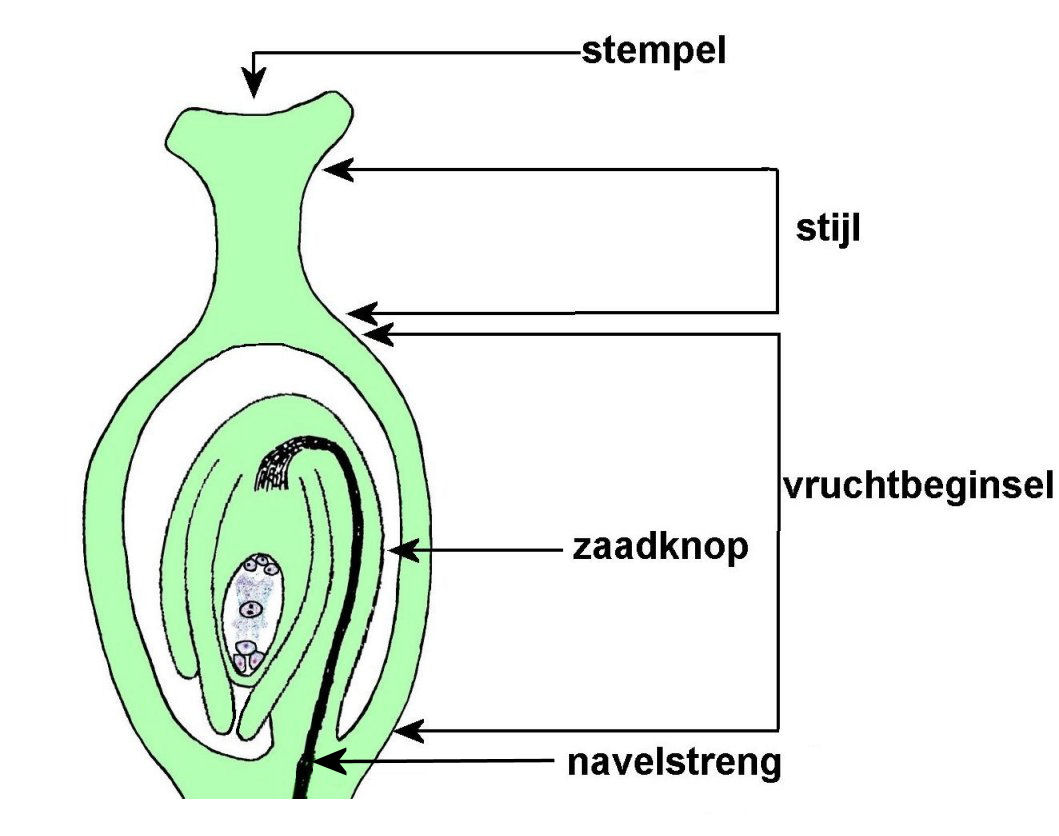
Schema van een stamper met eenhokkig vruchtbeginsel met één zaadknop.

Belangrijkste onderdelen van de morfologische bouw van bloemen.

De stamper is het vrouwelijke geslachtsorgaan van bedektzadigen.
Een stamper bestaat uit een of meer vergroeide vruchtbladen (carpellen). Aan een stamper is te onderscheiden: een vruchtbeginsel, een stijl en een stempel. Binnen het vruchtbeginsel van de stamper staan een of meer zaadknoppen, met elk een eicel (de vrouwelijke voortplantingscel).
De stamper is te vinden in vrouwelijke en tweeslachtige bloemen. Bij een volledige bloem bevindt zich de stamper aan het uiteinde van de bloemas, binnen een krans van meeldraden.

## Vruchtbeginsel
Het vruchtbeginsel is het onderste onderdeel van de stamper van een bloem. De vaatbundel in het vruchtbeginsel wordt de chalaza genoemd. In het vruchtbeginsel zitten één of meer zaadknoppen, die met de zaadstreng, ook wel navelstreng genoemd, vastzitten aan één of meer zaadlijsten van de vruchtbladen.

## Stijl
Er zijn verschillende vormen van de stijl. De kolfpluim van maïs bestaat uit de stijlen die van de vruchtbeginsels afkomen. Bij maïs is de stijl zeer lang en zitten daarlangs meerdere stempels, die te zien zijn als kleine haartjes.
Ook kunnen stijlen gedeeltelijk met elkaar vergroeid zijn, zoals bij het Canadees- en het Amerikaans krentenboompje.

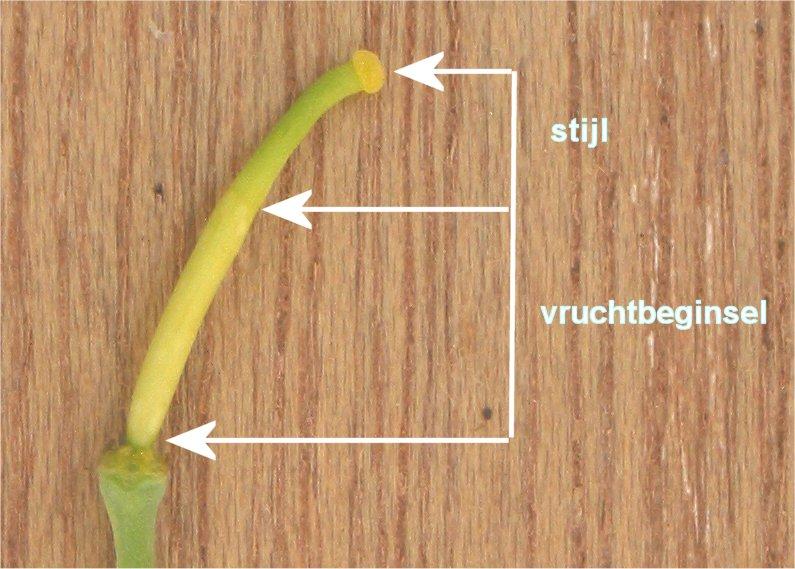
stamper van boerenkool
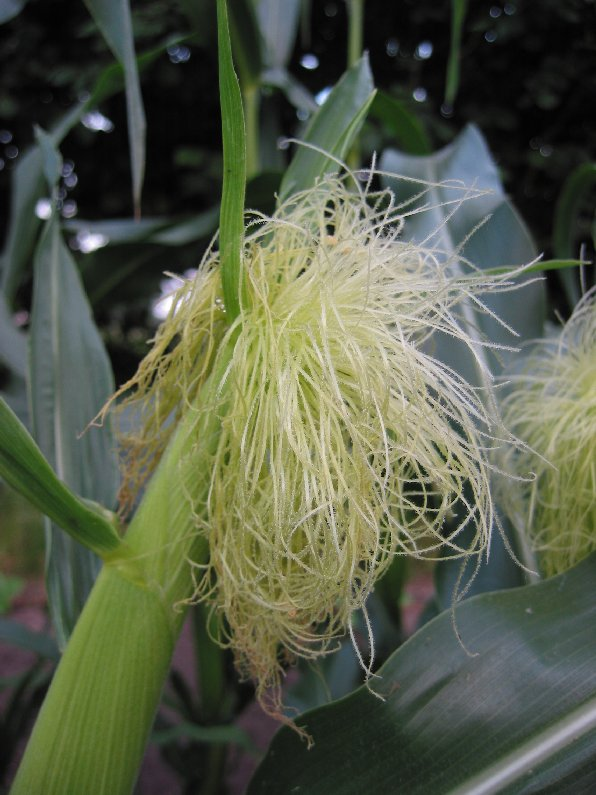
Vrouwelijke bloeiwijze van suikermaïs
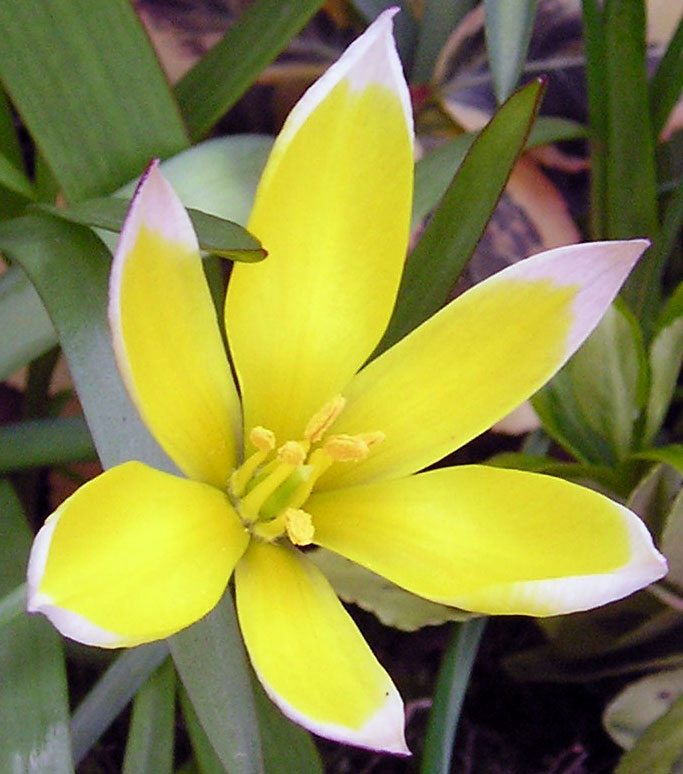
Stamper omringd door een krans van meeldraden

## Stempel
De stempel is de - vaak verbrede - top van de stamper, voorzien van inrichtingen voor de opvang van stuifmeelkorrels. De stempel is bedekt met papillen, waaroverheen een cuticula ligt. Stempels kunnen nat of droog zijn. Het vochtige laagje wordt een exudaat genoemd. Planten die geen exudaat produceren hebben een droge stempel. Dit exudaat speelt een cruciale rol in het bepalen van de richting van de pollenbuis-groei.
In de lucht zitten zeer veel verschillende stuifmeelkorrels en alleen een specifieke combinatie van stuifmeelkorrel en stempel geeft bevruchting. Daardoor gebeurt er bij kruisbevruchters meestal geen kruisbevruchting tussen soorten of nauw verwante planten en blijven deze soortecht. Er zijn zowel anatomische barrières, die door de bouw van de bloem komen, als chemische barrières. Deze kunnen sporofytisch van aard zijn (het stuifmeel kan niet kiemen op de stempel), of gametofytisch: de stuifmeelkorrel kiemt wel, maar de stuifmeelbuis kan niet door de stijl naar het vruchtbeginsel groeien of groeit te traag.
Als de stempel de stuifmeelkorrel herkent en de stempel rijp is kan de stuifmeelkorrel kiemen. De stuifmeelkorrel zwelt door osmose, waarbij water wordt opgenomen, op. Hierdoor gaat het cytoplasma van de stuifmeelkorrel door de celwand naar buiten en vormt het begin van de stuifmeelbuis. De stuifmeelbuis begint hierna te groeien in de richting van het zaadbeginsel, waarbij het zich een weg door de stijl baant.
De pollenbuis van een stuifmeelkorrel kan een rond gaatje maken in de cuticula, waarna de stuifmeelbuis de stijl in kan groeien. In de stijl is geleidingsweefsel aanwezig, zoals bij petunia of er is een open stijlkanaal, zoals bij lelie. Het geleidingsweefsel bestaat uit cellen die omgeven zijn met veel pectine. De pollenbuis lost met behulp van enzymen de pectine op en kan daardoor tussen de cellen doorgroeien.
Bij een rijp zaadbeginsel is de stempel ontvankelijk voor stuifmeelkorrels. Bij rotsooievaarsbek (Geranium macrorrhizum) is dit goed te zien, omdat de stempel gesloten is zolang het zaadbeginsel nog niet rijp is. Op de meest rechtse foto is achter de meeldraden de gesloten stempel te zien.

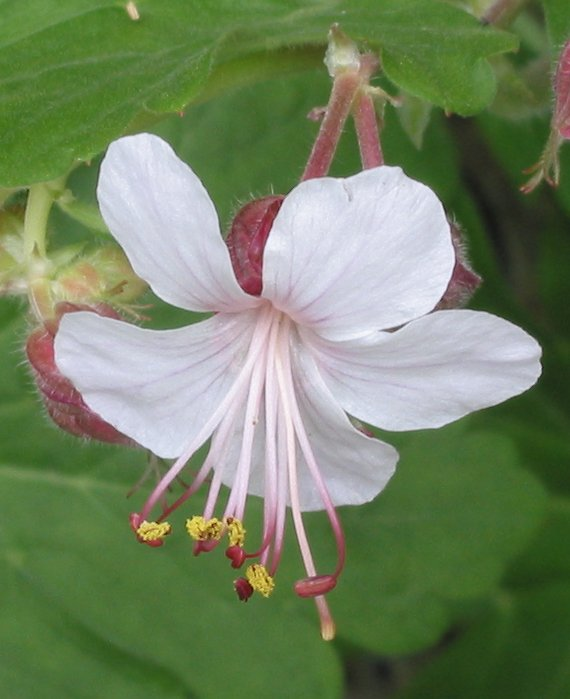
Onrijpe nog gesloten stempel van rotsooievaarsbek
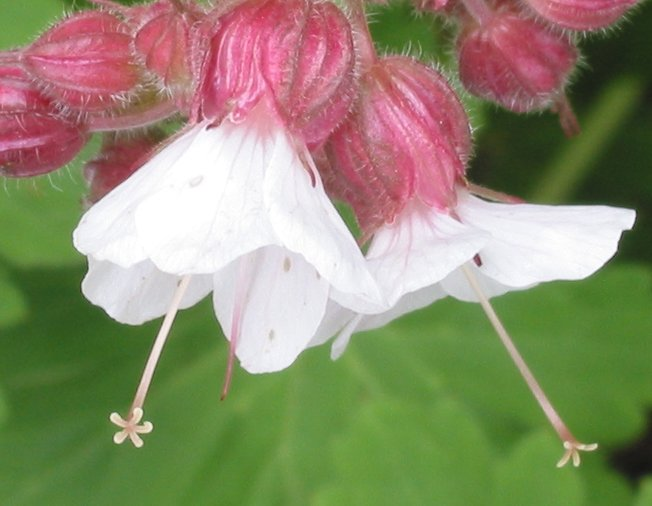
Rijpe opengespleten stempel van Rotsooievaarsbek

De stempel kan verschillende vormen hebben en al of niet behaard zijn.
Bij luzerne is de stempel bedekt met een vlies. Pas als een insect de bloem bezoekt, scheurt door de ingenieuze bloembouw het vlies en kan stuifmeel op de stempel komen.
Bij klaproos is een stempelschijf aanwezig, waarop de stempels liggen.

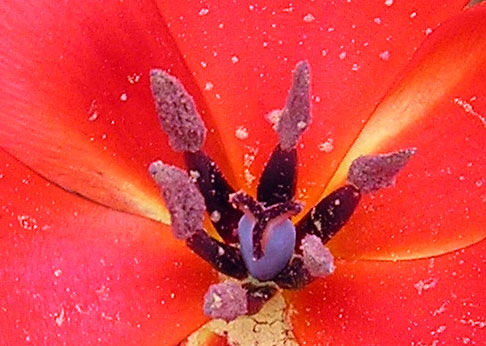
Stamper van tulp
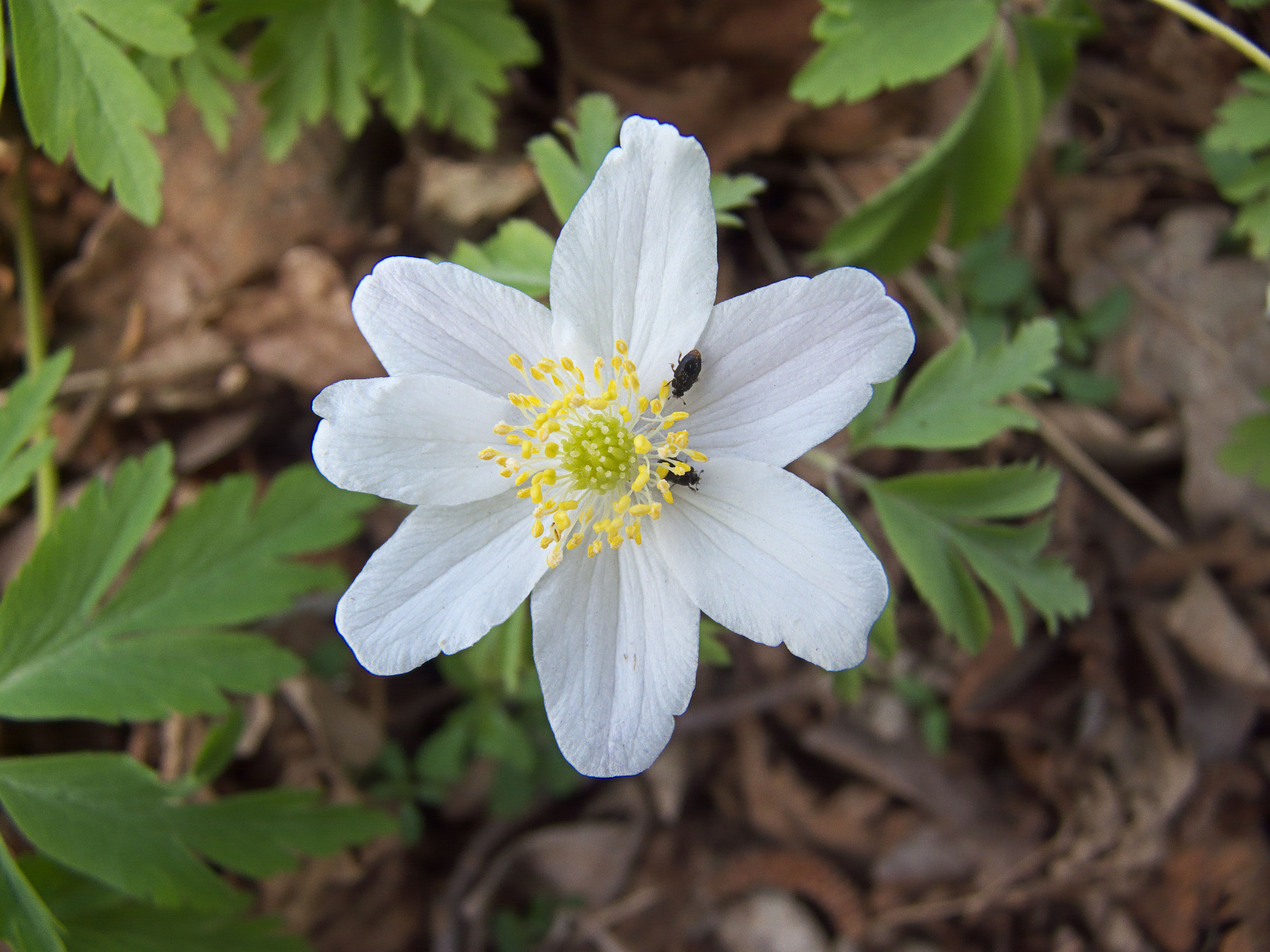
knotsvormige behaarde stempels van bosanemoon
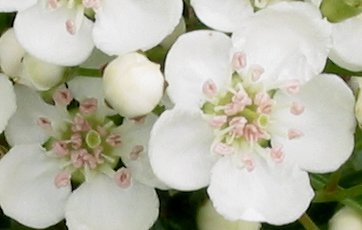
vlakke stempel van eenstijlige meidoorn
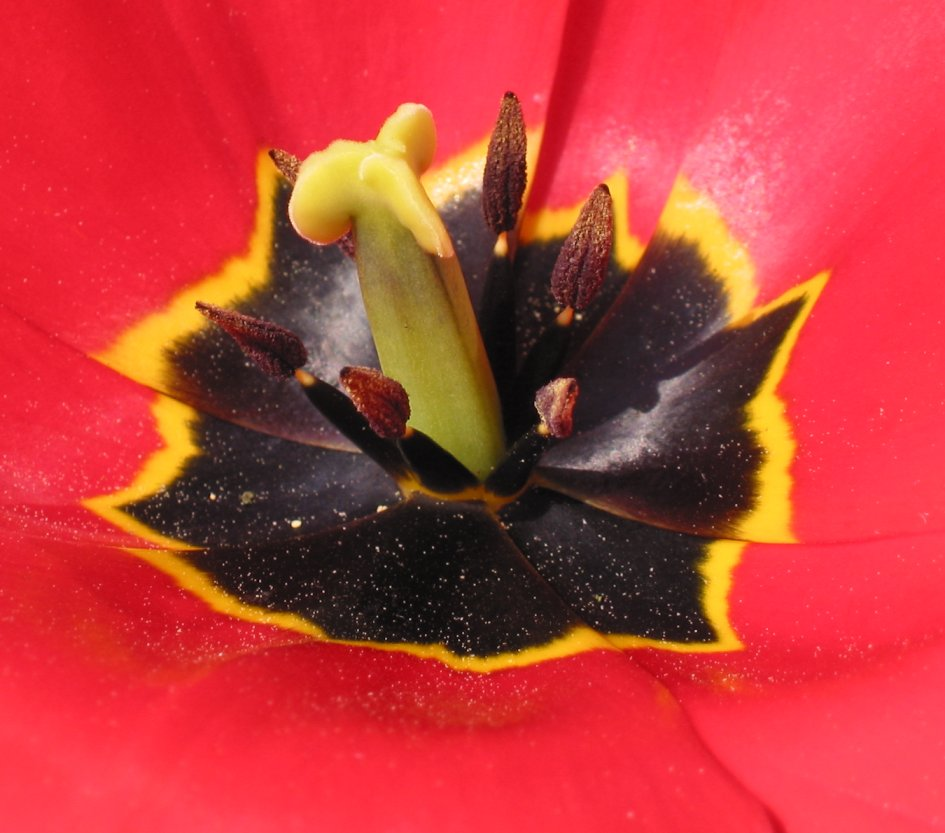
gelobde en behaarde stempel van tulp
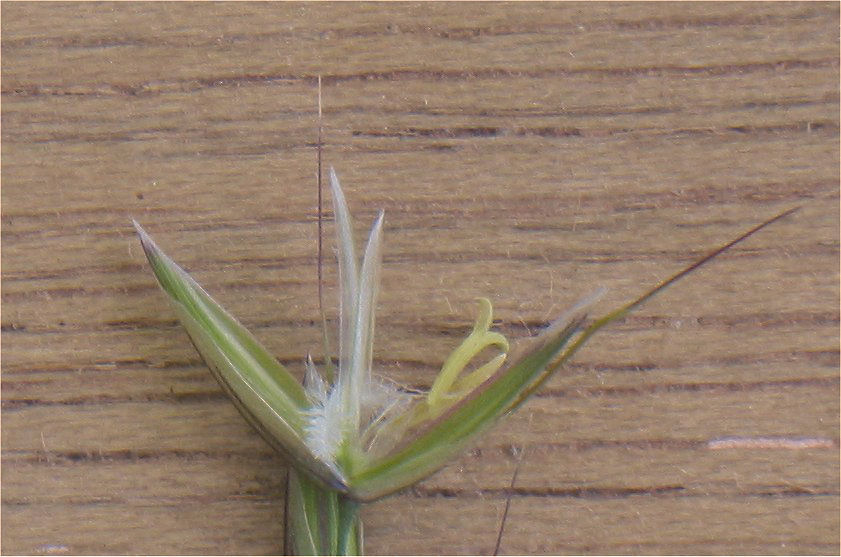
pluimharige stempel van glanshaver
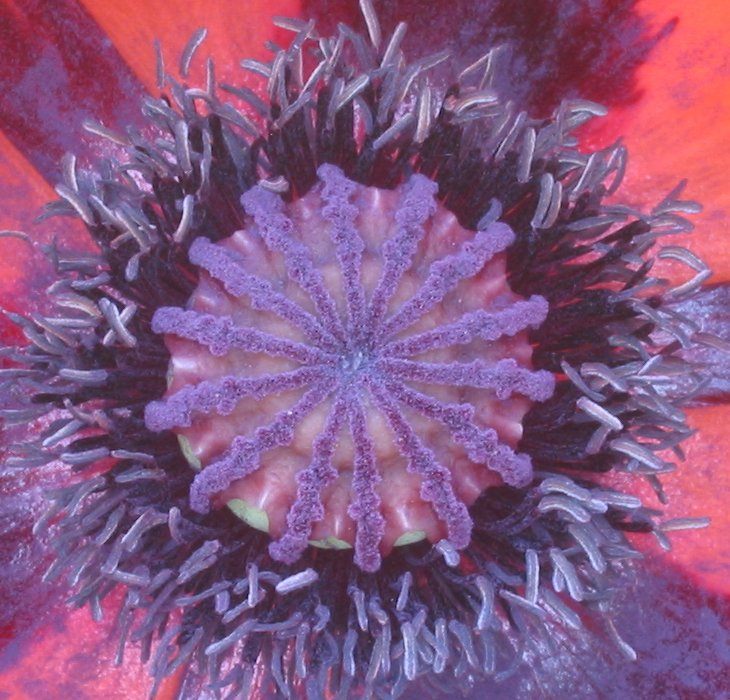
stempelschijf met stempels van klaproos
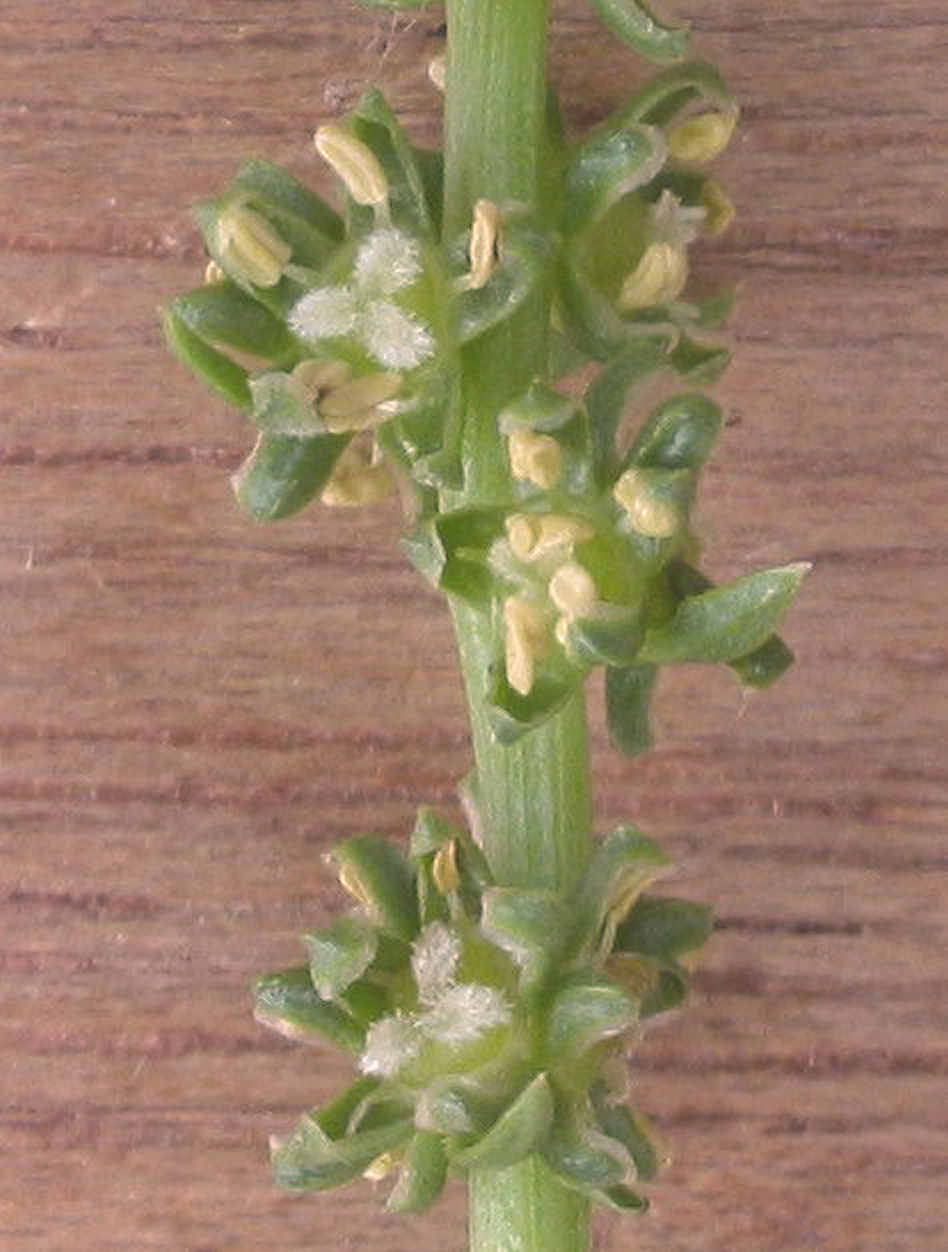
pluimharige stempel van suikerbiet
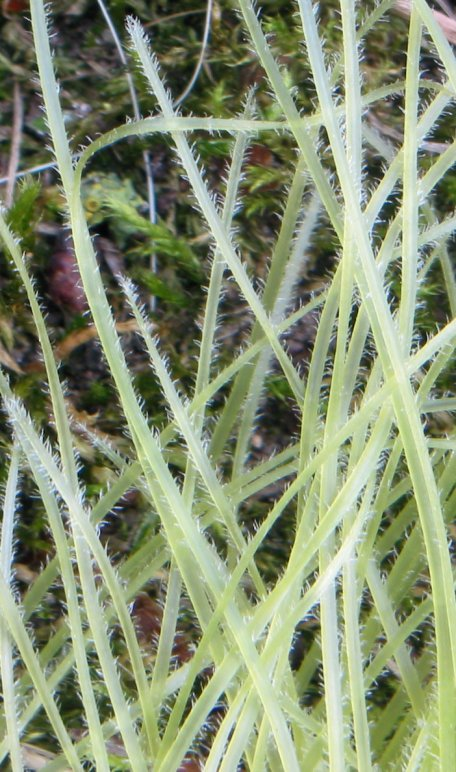
Stempels van suikermaïs
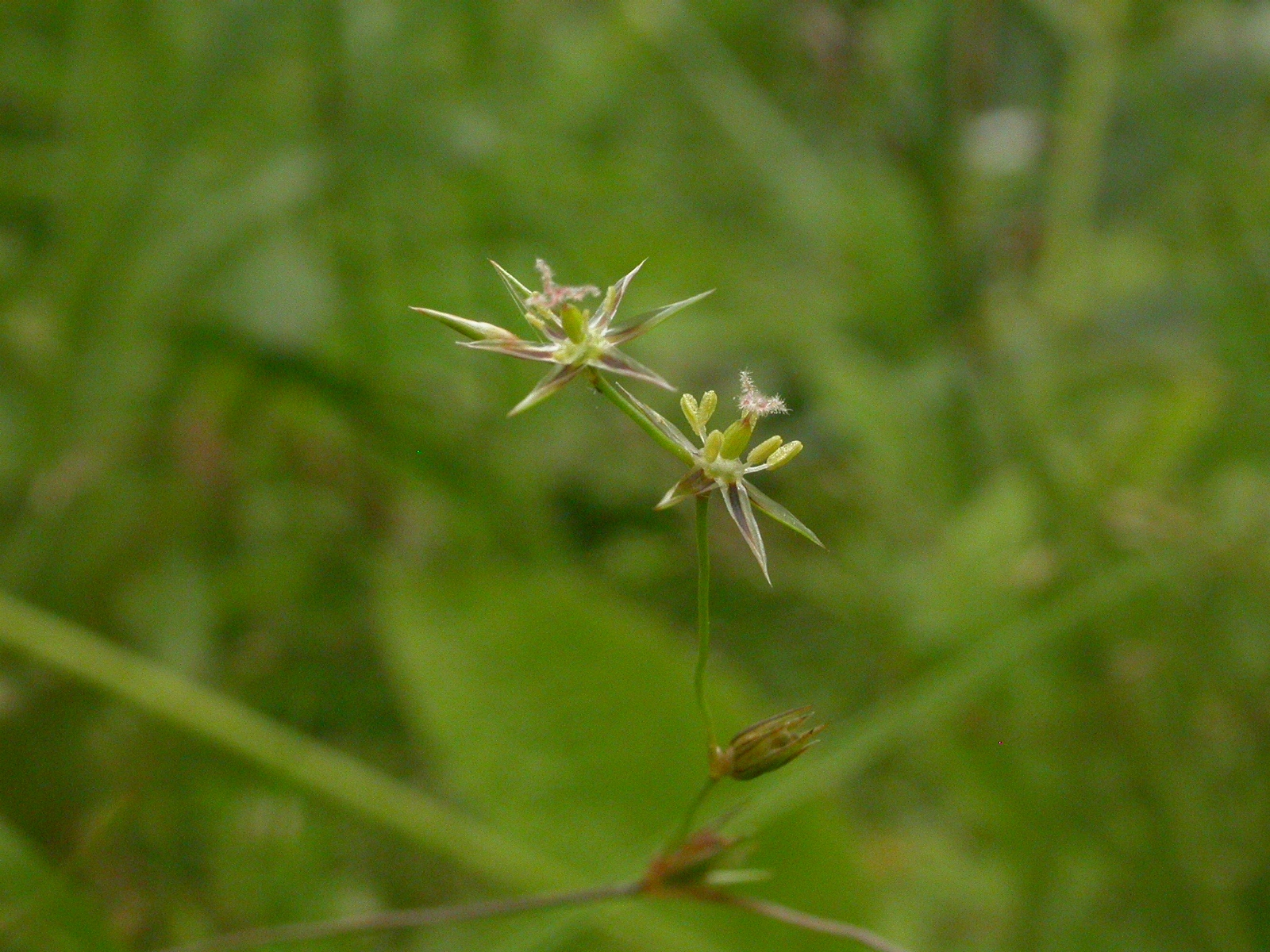
Pluimharige stempel van greppelrus